# Франсішку I (маніконго)
Франсішку I (порт. Francisco I) або Мпуді-а-Нзінґа Мвемба (кон. Mpudi a Nzinga Mvemba; 1500–1545) — восьмий маніконго центральноафриканського королівства Конго.

## Біографія
Був племінником маніконго Педру I. Після усунення останнього від влади впродовж нетривалого періоду офіційно займав трон королівства Конго. Як і його попередники ревно боровся за християнізацію країни, та значних успіхів не мав, оскільки невдовзі він помер, а трон зайняв його брат, Нкумбі-а-Мпуді, під іменем Діогу I.